# Ariel Daunizeau
Ariel Daunizeau est une soprano lyrique française, née le 6 avril 1930 à Strasbourg (Bas-Rhin) et morte le 12 janvier 1994 à Arcachon (Gironde).
Après une carrière de mannequin de haute couture, elle entre à l'Opéra de Paris en 1965 et connaît une carrière en France et à l'étranger, aux côtés de chanteurs et de chefs d'orchestre tels que Jean-Claude Casadesus.
Un grave accident en 1974 l’oblige à interrompre sa carrière sur scène. Elle devient ensuite professeur de chant.

## Biographie

### Origines
Ariel Daunizeau est née sous le nom de Jeannine Édith Marie Bentejac le 6 avril 1930 à Strasbourg (Bas-Rhin).

### Début de carrière
Ariel Daunizeau débute comme mannequin de haute couture[réf. souhaitée].

### Carrière de chanteuse lyrique
En 1965, Ariel Daunizeau est engagée par Georges Auric dans la troupe de la Réunion des théâtres lyriques nationaux en tant qu’artiste de premier plan dans la troupe de l’Opéra de Paris.
Après un ou deux rôles secondaires, Frasquita (Carmen), Flora (La traviata), à la faveur d’évènements provoqués par le destin, alors qu’un célèbre baryton trouve la mort et que la cantatrice qui doit jouer Antonia (Andréa Guiot) se trouve grippée, en 1966, elle prend le rôle au pied levé dans les Contes d’Hoffmann à l’Opéra-Comique.
Théâtre, radio et télévision, à Paris comme à Rennes, Toulon, Nantes, Angers, Dijon, Limoges, Bordeaux, Saint-Étienne, Strasbourg, Toulouse, Tourcoing, Verviers en Belgique, en Allemagne, au Portugal et en Pologne, Ariel Daunizeau enchaîne nombre de premiers rôles du répertoire: Tosca, Mimi de la Bohème, Thaïs,, qu’elle interprétera de ses débuts à la fin de sa carrière, Marguerite de Faust, Elvire de Don Giovanni et beaucoup d'autres. Au cours de cette période, elle chante sous la direction de chefs tels que Jésus Etcheverry, Jean-Claude Hartemann, Robert Herbay, Roland Denis, Michel Béziade ou Jean-Claude Casadesus.
Elle a été la partenaire de nombreux interprètes de renommée mondiale tels que Andréa Guiot, Mady Mesplé, Christiane Eda-Pierre, Alain Vanzo, Hélia Thézan, Jean-Louis Soumagnas, Gabriel Bacquier, Robert Massard, Xavier Depraz.
Elle participe à plusieurs créations mondiales en langue française comme les Noces de sang de Sándor Skozolay en 1972 ou les Troyennes en 1973,.
En 1972, Rolf Liebermann entreprend de « dissoudre » la troupe officielle.
Ariel Daunizeau continue sa carrière et se produit dans de nombreux théâtres et enchaîne radios et télévisions partout en France[réf. souhaitée].

### Accident et fin de carrière de chanteuse lyrique
Engagée par Francis Lopez qui dirige le théâtre du Châtelet pour incarner la reine de son opérette Les Trois Mousquetaires et alors que l’affiche à son effigie est un peu partout dans Paris[source insuffisante], en février 1974, à quelques jours de la première, un accident la laisse pour morte[réf. souhaitée].

### Professeur de chant
Quelques années plus tard, ayant survécu, elle obtient un Certificat d’aptitude à l’enseignement du chant et de l’art lyrique et est titularisée sur notoriété publique puis devient titulaire du poste de professeur de chant à l’École nationale de musique de Chalon-sur-Saône, professeur à mi-temps d’art lyrique dans cette même école et professeur à mi-temps de chant à l’École nationale de Châteauroux.
Elle chante à nouveau, occasionnellement, d’abord comme choriste dans les chœurs de l’Orchestre de Paris sous la direction de Daniel Barenboïm, et donne notamment quelques récitals de Fauré et Duparc.
En 1987, elle fonde avec Régine Crespin et quelques grands noms du chant lyrique l’Association française des professeurs de chant[source insuffisante].

### Vie privée
Ariel Daunizeau épouse M. Daunizeau dans les années 1950[réf. souhaitée]. Ils ont eu un fils.

### Mort
Ariel Daunizeau meurt le 12 janvier 1994 à Arcachon (Gironde) à l’âge de 63 ans.

## Répertoire

### Opéras ou opérettes
- Bizet
- Carmen : Frasquita
- Carmen : Micaëla
- Borodine
- Le Prince Igor : ?
- Brudowicz
- Les Troyennes : Hélène de Troie
- Büsser
- Le Carrosse du Saint-Sacrement : ?
- Gustave Charpentier
- Louise : Camille
- Louise : Louise
- Damase
- Madame de...
- Debussy
- L'Enfant prodigue : Lia
- Pelléas et Mélisande : Mélisande
- Delibes
- Lakmé : Miss Rose
- Gluck
- Orphée et Eurydice : Eurydice
- Gounod
- Faust : Marguerite
- Mireille : Mireille
- Roméo et Juliette : Juliette
- Honegger
- L'Aiglon : Marie-Louise
- Janáček
- Katja Kabanova : Katja
- Leoncavallo
- Paillasse : Nedda
- Mascagni
- Cavalleria rusticana : Santuzza
- Massenet
- Grisélidis : Grisélidis
- Hérodiade : Salomé
- Manon : Manon
- Thaïs : Thaïs
- Monteverdi
- Le Couronnement de Poppée : Poppée
- Mozart
- Cosi fan tutte : Fiordiligi
- Don Juan : Elvire
- La Flûte enchantée : Pamina
- Les Noces de Figaro : la comtesse
- Offenbach
- Les Contes d'Hoffmann : Antonia
- Poulenc
- La Voix humaine
- Dialogues des Carmélites : Blanche
- Dialogues des Carmélites : Mme Lidoine
- Puccini
- La Bohème : Mimi
- La Bohème : Musette
- Tosca : Floria Tosca
- Madame Butterfly : Butterfly
- Le Triptyque : Gianni Schichi
- Le Triptyque : Il Tabarro
- Le Triptyque : Sœur Angélique
- Turandot : Liù
- Richard Strauss
- Le Chevalier à la rose : la maréchale
- Rossini
- Otello : Desdémone
- Skozolay
- Les Noces de sang : la fiancée
- Tchaïkovski
- Eugène Onéguine : Tatiana
- Verdi
- Aida
- La traviata : Flora
- La traviata : Violetta
- Wagner
- Lohengrin : Elsa
- Tannhäuser : Elisabeth

### Opéras-bouffes et opérettes
- Johann Strauss II
- La Chauve-souris : Caroline
- Le Baron tzigane : Saffi
- Emmerich Kálmán
- Princesse Czardas : Silva
- Lecocq
- La Fille de madame Angot[15]
- Franz Lehár
- La Veuve joyeuse : Marguerite
- Jacques Offenbach
- La Vie parisienne : Metella
- Maurice Thiriet
- La locandiera : Mirandoline

### Comédies
- La Femme de 40 ans
- La Dame aux camélias
- Ruy Blas de Marchetti : la reine

### Télévision
- Le Club des poètes[16],[17]
- Le Miroir à trois faces (série, épisode Thaïs) : Thaïs[18]
- Le Miroir à trois faces (série, épisode Hérodiade) : Hérodiade[19]
- La traviata : Flora
- Nocturnes
- Presto
- Récitals Duparc (Mélodies)
- Rigoletto : la comtesse Ceprano
- Un bon conseil

### Cinéma
- Il suffit d'aimer (1960) de Robert Darène : rôle ?
- Ramuntcho (1959) de Pierre Schoendoerffer : rôle ?
- Le Fauteuil hanté  : Mme de Bithynie[20]
- La Belle Aventure : Mlle de Cambes[21]

### Radio
Très nombreuses